# Astragalus garbancillo
Astragalus garbancillo es una planta perteneciente a la familia Fabaceae.

## Distribución
Es un arbusto nativo de América del Sur y se encuentra presente en Argentina, Chile y Perú.

## Taxonomía

### Sinonimia
- Astragalus benthamianus Gillies[2]
- Astragalus garbancillo var. mandonii (Rusby) J.F. Macbr.
- Astragalus mandonii Rusby
- Astragalus minor Clos
- Astragalus unifultus L'Hér.
- Tragacantha benthamiana (Gillies) Kuntze
- Tragacantha garbancillo (Cav.) Kuntze
- Tragacantha minor (Clos) Kuntze

## Importancia cultural
Se usa en el lavado de los tejidos finos de lana como substituto del jabón.

## Toxicidad
Es pasto no apto para los animales porque afecta su sistema nervioso central: «puede causar la muerte en caballos y hace amarga y muy desagradable la carne de carnero...». Se usa para tratar fracturas en los animales.

## Nombres comunes
- Garbancillo, garbanzo del diablo, habas del diablo,[4] garbanzo silvestre[5]